# Drozdów (Ukraina)
Drozdów (ukr. Дроздів) – wieś na Ukrainie, w obwodzie rówieńskim, w rejonie rówieńskim, w hromadzie Hoszcza. W 2001 liczyła 386 mieszkańców, spośród których 382 wskazało jako ojczysty język ukraiński, a 4 rosyjski.
W okresie międzywojennym wieś znajdowała się w granicach II RP, wchodząc w skład gminy Tuczyn w powiecie rówieńskim, w województwie wołyńskim.